# Asistolia
L'asistolia è l'assenza della sistole cardiaca; essa comporta il blocco della circolazione sanguigna, e porta alla morte in brevissimo tempo se il paziente non viene rianimato.

## Fisiopatologia
L'asistolia è dovuta alla mancanza di attività elettrica cardiaca che determina la contrazione ventricolare e quindi l'eiezione ematica a livello dell'arteria polmonare e dell'aorta, con conseguente blocco della circolazione sanguigna.
A livello elettrocardiografico viene rilevata un'onda isoelettrica (onda piatta).

## Eziologia
L'asistolia ventricolare può essere dovuta ad alterazioni importanti del segnapassi primario, secondario e terziario o a una depressione o soppressione della capacità di conduzione dello stimolo.
Alcune cause che possono portare ad asistolia possono essere:
- Ipovolemia
- Ipossia
- Acidosi
- Ipotermia
- Iperkaliemia o ipokaliemia
- Ipoglicemia
- Intossicazioni
- Tamponamento cardiaco
- Pneumotorace iperteso
- Trombosi (infarto miocardico)
- Trombosi (embolia polmonare)
- Trauma (ipovolemia da perdita di sangue)

## Trattamento

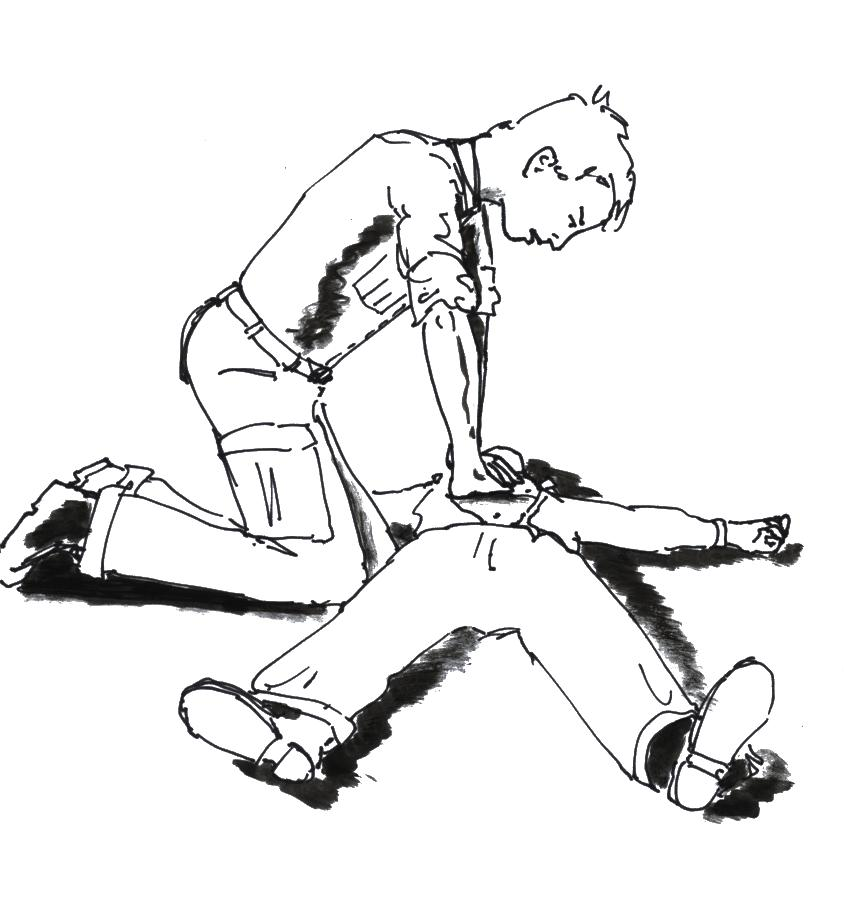
Massaggio cardiaco, fondamentale nel trattamento precoce dell'asistolia

L'asistolia viene trattata con la rianimazione cardiopolmonare (CPR) combinata con la somministrazione di vasopressori per via endovenosa, come l'epinefrina (adrenalina). Talvolta una causa reversibile può essere rilevata e trattata (un esempio è l'ipokaliemia). Diversi interventi precedentemente raccomandati, come ad esempio l'atropina per via endovenosa e la defibrillazione, non fanno più parte dei protocolli di routine raccomandati dalla maggior parte dei principali organismi internazionali.

## Prognosi
Se non iniziata subito la rianimazione cardiopolmonare, l'assenza di sangue al cervello porta in pochi minuti alla morte cerebrale. Dopo che ogni tentativo di rianimazione è stato applicato, ma il cuore non riprende il suo ritmo spontaneo, può essere dichiarata, da parte di un medico, la morte del paziente. I tassi di sopravvivenza di eventi di asistolia avvenuti fuori dagli ospedali (anche con un intervento di emergenza) sono meno del 2%.